# Pentti Linkola
Pentti Linkola (7. prosince 1932, Helsinky, Finsko – 5. dubna 2020, Valkeakoski) byl radikální finský environmentalista a politický myslitel.

## Životopis
Silně kritizoval přelidnění Země, kapitalismus a konzumní způsob života. Propagoval deindustrializaci, výraznou redukci světové populace a návrat k přírodě. Sám žil jako rybář a odmítal užívat mnohé moderní technologie.
Zemřel 5. dubna 2020, bylo mu 87 let.

## Díla
- Linkola, Pentti & Olavi Hilden: Suuri Lintukirja. Otava 1955, reedice 1962.
- Linkola, Pentti: Isänmaan ja ihmisen puolesta: Mutta ei ketään vastaan. Čtvrté vydání. Helsinki: Suomen sadankomitealiitto, 1981 (původně vydáno 1960).
- Linkola, Pentti: Pohjolan linnut värikuvin: Elinympäristö. Levinneisyys. Muutto. Otava 1963–67.
- Linkola, Pentti: Unelmat paremmasta maailmasta. Čtvrté vydání. Porvoo: SanomaWSOY, 1990.
- Linkola, Pentti: Toisinajattelijan päiväkirjasta. Porvoo: WSOY, 1979. (V roce 1983 Linkola získal za tuto knihu ocenění Eino Leino Prize.)[4]
- Linkola, Pentti and Osmo Soininvaara: Kirjeitä Linkolan ohjelmasta. Porvoo: WSOY, 1986.
- Linkola, Pentti: Johdatus 1990-luvun ajatteluun. Porvoo: WSOY, 1989.
- Vilkka, Leena (ed.): Ekologiseen elämäntapaan: lead article. Helsinki: Yliopistopaino, 1996.
- Linkola, Pentti: Voisiko elämä voittaa. Helsinki: Tammi, 2004.
- Linkola, Pentti: Can Life Prevail?: A Revolutionary Approach to the Environmental Crisis. UK: Arktos Media, 2nd Revised ed. 2011. ISBN 9781907166631 (Anglický překlad Voisiko elämä voittaa).